# Blazhko (cráter)

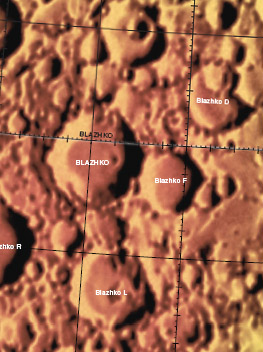
Entorno de Blazhko

Blazhko es un cráter de impacto en el hemisferio norte de la cara oculta de la Luna, al noroeste del cráter Joule, y al sur de Gadomski.
El borde de este cráter es generalmente circular, pero con algunas irregularidades. Presenta una pequeña curva hacia afuera en el lado este-sureste, y una protuberancia hacia el interior en la cara opuesta. También hay un ligero abultamiento hacia afuera a lo largo del contorno norte. El cráter satélite Blazhko F está unido al exterior del perímetro por el este. La pared interior a lo largo de la cara noreste es estriada, con terrazas. El piso interior es relativamente llano.
El cráter satélite Blazhko T, que se encuentra al sur de Blazhko, tiene un albedo superior a su entorno, y posee un sistema de marcas radiales. El más destacable de estos rayos se extienden hacia el sur, cruzando el suelo del cráter Harvey.

## Cráteres satélite
Por convención estos elementos son identificados en los mapas lunares poniendo la letra en el lado del punto medio del cráter que está más cerca de Blazkho.
|         | \| Blazkho \| Coordenadas \| Diámetro \| \| ------- \| ------------------------------- \| -------- \| \| D \| 33°00′N 145°12′O / 33.0, -145.2 \| 34 km \| \| F \| 31°24′N 146°42′O / 31.4, -146.7 \| 34 km \| \| L \| 29°18′N 147°36′O / 29.3, -147.6 \| 44 km \| \| R \| 30°00′N 149°48′O / 30.0, -149.8 \| 53 km \| |          |
| Blazkho | Coordenadas | Diámetro |
| D       | 33°00′N 145°12′O / 33.0, -145.2 | 34 km    |
| F       | 31°24′N 146°42′O / 31.4, -146.7 | 34 km    |
| L       | 29°18′N 147°36′O / 29.3, -147.6 | 44 km    |
| R       | 30°00′N 149°48′O / 30.0, -149.8 | 53 km    |